# Rathaus Bühlau

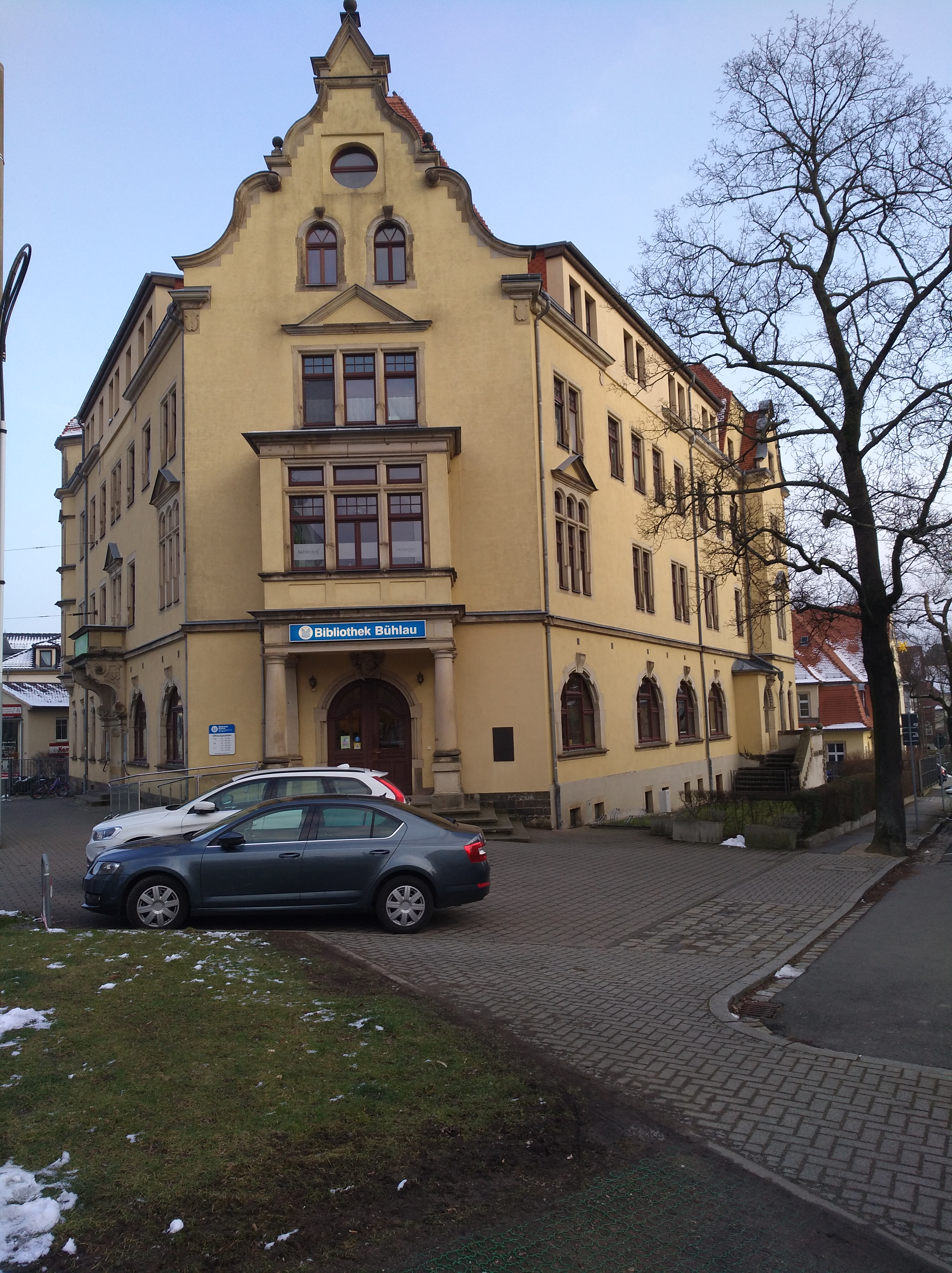
Ehemaliges Rathaus Bühlau, Ansicht von Nordwest (2018)

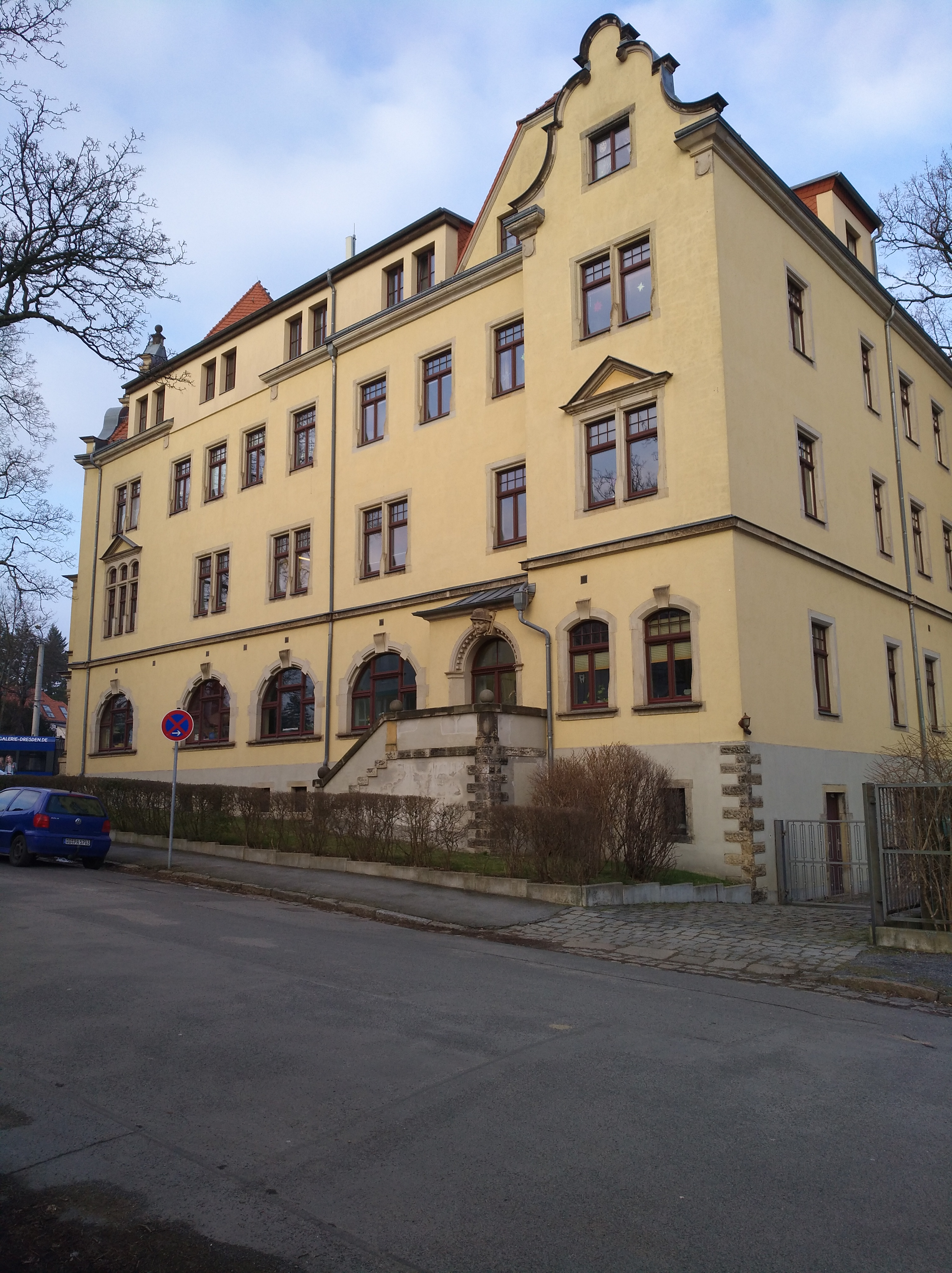
Ehemaliges Rathaus Bühlau, Ansicht von der Neukircher Straße (2018)

Das Rathaus Bühlau bestand von 1899 bis 1945 als Gemeindeamt der selbständigen Gemeinde Bühlau im Nordosten von Dresden. Das von dem Architekten Paul Winkler (1864–1931) geplante Eckgebäude an der Bautzner Land- /Neukircher Straße (Adresse 2023: Bautzner Landstraße 130) wurde 1898/1899 errichtet. Nach der Eingemeindung von Bühlau nach Dresden 1921 wurde es als Verwaltungshaus genutzt, 1947 zog in die Räume des ehemaligen Ratskellers eine Zweigstelle der Stadtbibliothek ein, die sie auch jetzt (Stand: 2023) noch nutzt. Seit der Sanierung ist es ein Wohnhaus mit Einrichtungen des Gesundheitswesens.

## Geschichte
Bühlau wurde 1349 im Lehnsbuch Friedrichs des Strengen als „Bele“ erstmals urkundlich erwähnt. Der Ort Bühlau gehörte dem Blasewitzer Grundherrn Nikolaus Karras, später unterstand es den Lehnsherrn des Ritterguts Helfenberg. Zu dem alten Straßendorf entlang der Quohrener Straße, das seither als Oberdorf bezeichnet wurde, kam spätestens im 16. Jahrhundert eine Häuslergemeinde an der Bautzner Landstraße. Im Laufe der Jahrhunderte wuchsen die einzelnen Bühlauer Ortsteile sowie das benachbarte Quohren immer weiter zusammen. Im Jahr 1839 wurden sie zur Landgemeinde „Bühlau mit Quohren“ vereinigt. In Neubühlau entstanden im späten 19. Jahrhundert vorwiegend entlang der Bautzner Landstraße zahlreiche Wohn- und Geschäftshäuser.
Auf der Grundlage der Sächsischen Landgemeindeordnung von 1838 wurden erstmals Gemeindevorsteher und Gemeindeausschüsse gesetzlich gefordert, also eine eigene Gemeindeverwaltung. Diese wurde 1839 mit der gleichzeitig erfolgten Vereinigung von Bühlau und Quohren eine eigenständige Gemeindeverwaltung für „Bühlau mit Quohren“ (wie die neu gebildete Gemeinde hieß) gebildet. Sie war zunächst, wie damals üblich, vor allem in den Räumen des jeweiligen Gemeindevorstandes untergebracht. Die wachsende Einwohnerzahl und auch die wachsende Zahl von Verwaltungsaufgaben erforderte gegen Ende des 19. Jahrhunderts schließlich den Bau eines eigenständigen Gemeindeamtes. Beauftragt mit der Planung wurde der Loschwitzer Architekt Paul Winkler, der neben den Räumen für Bürgermeister und Gemeindeverwaltung auch einen „Ratskeller“ mit einplante, sowie einen angrenzenden Rathausgarten, in dem bis zu 1000 Personen bewirtet werden konnten. Im Haus wurden die entsprechenden Dienstwohnungen mit vorgesehen.
Genutzt wurde das Haus bis zur Eingemeindung am 1. April 1921 als „Gemeindeamt“, ab der Eingemeindung blieb es bei der Nutzung als Verwaltungshaus mit Wohnungen. Nach dem Zweiten Weltkrieg wurde der damals bereits geschlossene „Ratskeller“ umgebaut und am 7. September 1947 in seinen Räumen eine Zweigstelle der „Städtischen Bibliotheken“ eingerichtet. Diese Zweigstelle wurde 1956 erste Freihandbibliothek Dresdens, nachdem zuvor nur Magazinbestände vorhanden waren, die an einem Schalter ausgeliehen werden mussten. Infolge die Verwaltungsnutzung nach 1945 zunehmend aufgegeben wurde, wurden deren Räume schrittweise zu Wohnungen umgebaut.

## Gebäude

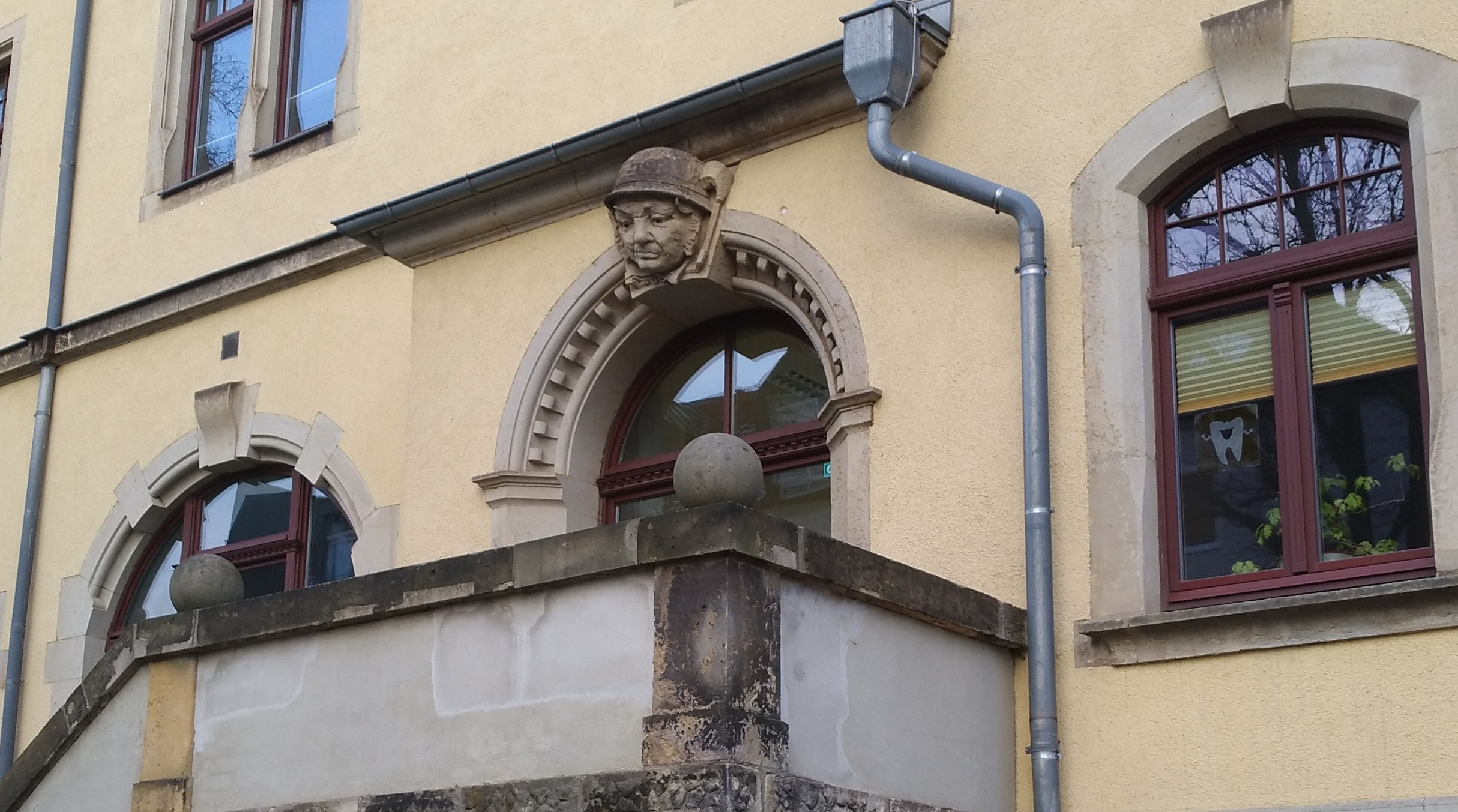
Rathaus Bühlau, Detail mit Huhle-Plastik

Das dreigeschossige Eckgebäude auf spitzwinkligem Grundriss, mit der heutigen Adresse Bautzner Landstraße 130 (2019), wurde 1898/1899 von dem Loschwitzer Architekten Paul Winkler in einer sehr repräsentativen Form im Stil der Neorenaissance errichtet. Das verputzte Gebäude erhielt ein Gesims über dem Erdgeschoss und ein Kranzgesims als oberen Abschluss. Den Putzbau zierten seitlich zwei Renaissancegiebel, die abgeschrägte Ecke erhielt einen repräsentativen Volutengiebel mit bewegter Silhouette.
Die drei Eingänge wurden aufwändig und abwechslungsreich gestaltet, der in der abgeschrägten Ecke liegende Haupteingang wurde besonders herausgestellt: Ihn rahmen zwei auf Postamenten stehende Vollsäulen, die darüber einen Erker für das erste Obergeschoss tragen. Über dem Eingang selbst befindet sich ein halbrundes Gebälk in typischer Jugendstil-Manier. Verschiedene Reliefs – vor allem oberhalb des Haupteingangs – stellen Figuren der griechischen Mythologie dar. Der Eingang von der Neukircher Straße aus ist über eine Freitreppe mit kugelbesetzter Brüstung zu erreichen, der jedoch seit der Sanierung des Gebäudes nicht mehr öffentlich zugänglich ist. Über diesem Eingang wurde ein vollplastischer Kopf als Relief im Schlussstein eingesetzt. Dieser zeigt den 1918 verstorbenen Bauarbeiter Karl Huhle aus Eschdorf, der sich für den Bau des Gebäudes besonders eingesetzt hat.

## Sanierung nach 1990
Von 1997 bis 1999 wurde das Gebäude umfassend saniert. Die beiden baufälligen Seitengiebel wurden entfernt und ein umlaufendes Mansardgeschoss in das hohe Dach eingezogen. Nach Abschluss der Renovierung, wobei auch wesentliche Elemente des Jugendstils im Treppenhaus aus der Zeit der Erbauung des Hauses wieder hergestellt wurden, wurde 1999 eine Gedenktafel aus Anlass der Feierlichkeiten zur 650-Jahr-Feier von Bühlau am 17. Dezember 1999 enthüllt, die an die Erbauung, den Architekten und die frühere Nutzung erinnert. Es verblieb bei der Nutzung als Bibliothek und der Wohnnutzung, außerdem haben Ärzte hier ihre Praxen.
Das Gebäude steht unter Denkmalschutz.